# Don Caballero
Don Caballero – amerykański zespół mathrockowy, założony w 1991 roku w Pittsburghu w stanie Pensylwania. Zespół założyli perkusista Damon Che, gitarzysta Mike Banfield i grający na gitarze basowej Pat Morris. W 1992 roku do grupy dołączył gitarzysta Ian Williams. W 1993 ukazał się pierwszy album For Respect. Wydana w 1995 roku płyta Don Caballero 2, osadzona w stylistyce math rocka, łączyła, w ocenie krytyki i wbrew deklaracji zespołu, elementy free jazzu i noise rocka. Grupa nagrała jeszcze trzy albumy: What Burns Never Returns (1998), Singles Breaking Up (Vol. 1) (kolekcja singli, 1999), American Don (2000), wszystkie, podobnie jak dwa poprzednie, dla Touch and Go, po czym rozwiązała się, a jej członkowie zaangażowali się w inne projekty, z których najbardziej znany jest Battles – zespół Iana Williamsa. W 2003 Damon Che reaktywował Don Caballero w nowym składzie, czego efektem były albumy wydane przez Relapse: World Class Listening Problem (2006) oraz Punkgasm (2008).
Magazyn Spin umieścił utwór Lucky Father Brown na liście 30. największych utworów instrumentalnych w historii muzyki rozrywkowej.
Damon Che znalazł się wśród 50. największych perkusistów rockowych według magazynu Stylus.

## Skład

### Członkowie
- Damon Che (perkusja, śpiew na Punkgasm)
- Gene Doyle (gitara)
- Jason Jouver (gitara basowa)

### Byli członkowie
- Mike Banfield (gitara)
- Pat Morris (gitara basowa)
- Ian Williams (gitara)
- Matt Jencik (gitara basowa na Don Caballero 2).
- Eric Emm (gitara basowa na American Don)
- Jeff Ellsworth (gitara na World Class Listening Problem)

## Dyskografia

### Albumy
- For Respect (1993)
- Don Caballero 2 (1995)
- What Burns Never Returns (1998)
- Singles Breaking Up (Vol. 1) (1999)
- American Don (2000)
- World Class Listening Problem (2006)
- Punkgasm (2008)

### EP
- Lucky Father Brown / Belted Sweater / Shoeshine 7" (1992)
- Unresolved Karma / Puddin' In My Eye 7" (1992)
- Andandandandandandandand / First Hits 7" (1993)
- Our Caballero / My Ten-Year-Old Lady is Giving It Away 7" (1993)
- Chunklet 7" – Waltor / Shuman Center 91  (1996)
- Trey Dog's Acid / Room Temperature Lounge 7" (1998)